# 海辺の彼女たち
『海辺の彼女たち』（うみべのかのじょたち）は、2020年の日本・ベトナム共同製作映画。

## 概要
日本において2000年代以降、劣悪な労働環境などが社会問題化し、特に2010年代からは虐待や失踪といった事件がたびたび明るみに出ている外国人技能実習生の実態を、ドキュメンタリータッチで描いた劇映画である。
監督は、在日ミャンマー人の移民問題と家族の愛を描いた『僕の帰る場所』で、第30回東京国際映画祭「アジアの未来」部門の「国際交流基金アジアセンター特別賞」を受賞した藤元明緒。
本作は、スペインのサンセバスチャン国際映画祭でも注目され、第33回東京国際映画祭「ワールド・フォーカス」部門で上映された。また、ドイツからオンラインで開催された第21回ニッポン・コネクションにて「ニッポン・ヴィジョンズ審査員賞」を、2021年度の新藤兼人賞で金賞を、第13回TAMA映画賞で最優秀新進監督賞を、2022年のぴあフィルムフェスティバルで第3回大島渚賞を、第31回日本映画批評家大賞で新人監督賞を、それぞれ受賞している。

## ストーリー
ある夜、ベトナム人技能実習生の女性アン、ニュー、フォンは、過酷な労働を課していた職場から脱走を図る。新たな職を斡旋するブローカーを頼り、不法就労者となった彼女たちが辿り着いた先は雪深い港町だった。寒い漁港での魚の仕分けや運搬という重労働は、以前の職場以上に厳しい環境で、不法就労が発覚すれば強制送還になるリスクを抱えながらも、希望を捨てず懸命に働き始める。
そんな矢先、フォンが体調を崩してしまう。アンとニューは無理をして働き続けるフォンを説得し病院へ連れていくが、身分証明書がないため診察を受けられない。アンとニューは改めてフォンから事情を聴くと、妊娠している可能性があることを知る。念のため妊娠検査薬で調べると、陽性であることが判明した。
何とか診察を受けようと悪徳業者を頼り、保険証と在留カードを偽造してもらう。ようやく受診が叶い超音波検査を行うと、お腹の中にはすでに小さな命が宿っていた。しかし、フォンが置かれた状況からブローカーは彼女に中絶を迫り、薬を渡される。フォンは、自分の身と新たな命の狭間で激しく葛藤することになる。

## キャスト
- フォン - ホアン・フォン
- アン - フィン・トゥエ・アン
- ニュー - クィン・ニュー